# おむつかぶれ
おむつかぶれ とはおむつに付着した尿中の尿素が、おむつ着用による湿潤した皮膚表面に増殖した細菌によって分解され、アンモニアなど刺激物質によって生じる皮膚炎症である。これに加え、汗、大便およびこれらの分解産物により悪化することがある。外的刺激因子が作用した部位にのみ生じる症状で、治療の第一歩は原因となる刺激物質を除去することにある。また、アトピー性皮膚炎体質の人は一般に皮膚が弱く、子供の頃におむつかぶれを起こしやすかったりすることがある。また、消化不良や食物アレルギーによる下痢の場合は、その成分にかぶれる場合もある。
治療時は、おむつが汚れれば取り替え、その都度皮膚を清潔にする、おむつの通気性を改善するなどの配慮が必要となる。
布おむつを使っている場合は、布おむつとカバーの通気性低下により、おむつかぶれを起こしていることがある。布おむつを2枚以上重ねて使っている場合は、おむつを1枚に減らしたり、畳み方を変えたり、交換頻度を頻繁にする。また、カバーの素材をウールや綿に変えることで通気性が良くなり改善する場合もある。
紙おむつは通気性が良く、尿や便の水分を効果的に吸収し、おむつ表面への水分の逆戻りを防ぐ工夫がされているため、布おむつに比べて良い場合もある。
一方、紙おむつの繊維にかぶれる場合もあり、紙オムツを頻繁に交換しても軽快しない場合は、違う種類の紙オムツにしてみたり、一時的に綿ガーゼを紙オムツの上に置いて使用してみたり、布おむつに変えてみるなどの方法もある。
おむつ以外に、携帯用のお尻拭きの成分にかぶれる場合もある。その場合は、携帯用のお尻拭きの使用を止める。大便の処理に使う場合は、カット綿や布切れをぬるま湯や水で湿らせたもので拭くか、シャワーで流すなどする。
おむつかぶれに似た皮膚疾患に乳児寄生菌性紅斑（皮膚カンジダ症の一つ）がある。カンジダという真菌が原因であり、抗生物質の外用を必要とする。また、ステロイド外用薬を使用すると悪化する場合がある。
見た目では鑑別が付かないため、おむつかぶれがなかなか治らない場合は皮膚科医の診察が必要である。